# Lloyds Bank
O Lloyds Bank plc é um banco comercial e de varejo britânico com agências na Inglaterra e no País de Gales. Tradicionalmente, é considerado um dos maiores bancos do país. O banco foi fundado em Birmingham em 1765. Expandiu-se durante os séculos XIX e XX e assumiu várias empresas bancárias menores. Em 1995, fundiu-se com o Trustee Savings Bank e negociou como Lloyds TSB Bank plc entre 1999 e 2013.
O banco é a principal subsidiária do Lloyds Banking Group, formado em janeiro de 2009 pela aquisição da HBOS pelo então Lloyds TSB Group. Naquele ano, após o pacote de resgate bancário do Reino Unido, o governo britânico teve uma participação de 43,4% no Lloyds Banking Group. Como condição imposta pela Comissão Européia em relação aos auxílios estatais, o grupo anunciou mais tarde que criaria um novo negócio de banco de varejo autônomo, composto por várias agências do Lloyds TSB e por Cheltenham & Gloucester. O novo negócio iniciou suas operações em 9 de setembro de 2013 sob a marca TSB. O Lloyds TSB foi posteriormente renomeado para Lloyds Bank em 23 de setembro de 2013. Em 17 de março de 2017, o governo britânico confirmou que suas ações restantes no Lloyds Banking Group haviam sido vendidas.
O Lloyds Bank é o maior banco de varejo da Grã-Bretanha, e possui uma extensa rede de agências e caixas eletrônicos na Inglaterra e no País de Gales (além de um acordo para que seus clientes sejam atendidos pelas agências do Bank of Scotland na Escócia e nas agências de Halifax na Irlanda do Norte) e oferece serviços bancários on-line e por telefone 24 horas. Desde 2012, tem 16 milhões de clientes pessoais e contas de pequenas empresas.
Possui sede operacional em Londres e outros escritórios no País de Gales e na Escócia. Também opera vários complexos de escritórios, sedes de marcas e data centers em Yorkshire, incluindo Leeds, Sheffield e Halifax.

## História

### Origens

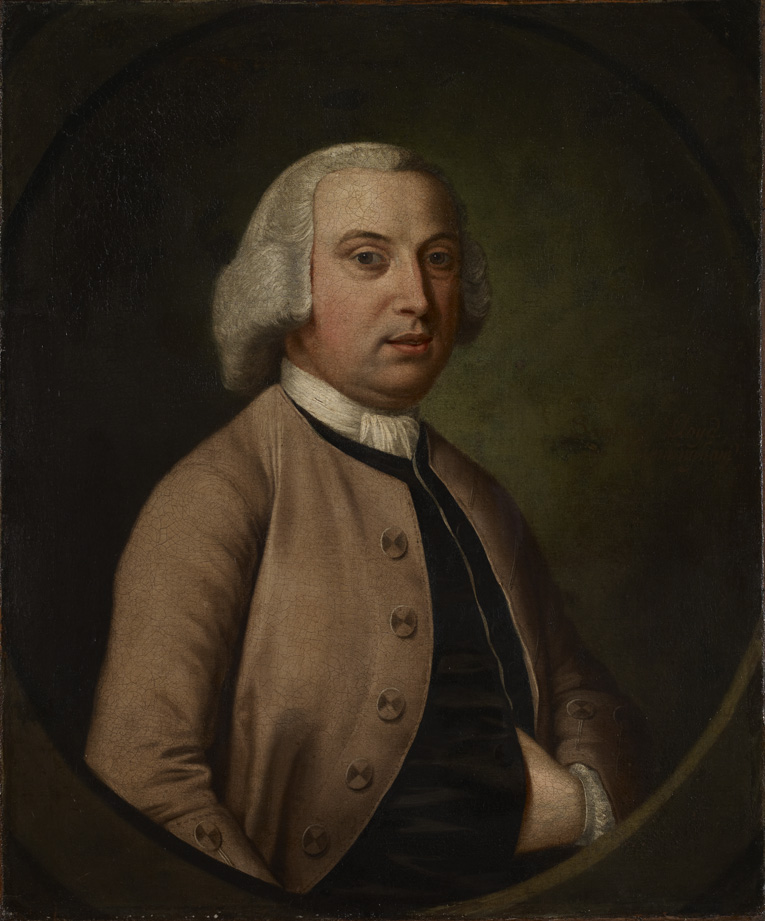
Sampson Lloyd II (1699 - 1779), comerciante de ferro de Birmingham e fundador do Lloyds Bank em 1765

As origens do Lloyds Bank datam de 1765, quando o produtor de botões John Taylor e o produtor e comerciante de ferro Quaker Sampson Lloyd montaram um negócio de private banking em Dale End, Birmingham. A primeira filial foi aberta em Oldbury, cerca de 10 km a oeste de Birmingham, em 1864.
O símbolo adotado por Taylors e Lloyds era a colméia, representando a indústria e o trabalho duro. O dispositivo do cavalo preto data de 1677, quando Humphrey Stokes o adotou como sinal para sua loja. Stokes era um ourives e "guardador do dinheiro corrente" (um termo inicial para banqueiro) e o negócio passou a fazer parte da Barnett, Hoares & Co. Quando Lloyds assumiu o banco em 1884, continuou a negociar "com o sinal do cavalo preto".
A associação com a família Tailor terminou em 1852 e, em 1865, a Lloyds & Co. se converteu em uma sociedade anônima conhecida como Lloyds Banking Company Ltd. O primeiro relatório da empresa em 1865 declarou:
LLOYDS BANKING COMPANY LIMITED – Capital Autorizado £2.000.000. Fundada nos bancos privados dos Srs. Lloyds & Co. e Srs. Moilliet e Filhos, com os quais posteriormente se fundiram os bancos dos Srs. PH Williams, Wednesdaybury e Srs. Stevenson, Salt, & Co., Stafford e Lichfield. [Eles tinham um escritório na 20 Lombard St., Londres] Seus diretores têm a satisfação de informar que concluíram um acordo com a empresa bem conhecida e antiga dos Srs. Stevenson, Salt & Company pela fusão com esta empresa de seus negócios bancários em Stafford, Lichfield, Rugeley e Eccleshall, e que este acordo teve a aprovação unânime da Assembléia Geral Extraordinária realizada em 31 de janeiro passado. Será novamente enviado a você para confirmação final após o encerramento da Assembléia Geral Ordinária. TIMOTHY KENRICK, Presidente. BIRMINGHAM, 9 de fevereiro de 1866
Dois filhos dos parceiros originais seguiram seus passos juntando-se ao banco comercial estabelecido Barnett, Hoares & Co., que mais tarde se tornou Barnetts, Hoares, Hanbury e Lloyd - com sede em Lombard Street, Londres. Eventualmente, isso foi absorvido na Lloyds Banking Company original, que se tornou o Lloyds, Barnetts e Bosanquets Bank Ltd. em 1884. e, finalmente, o Lloyds Bank Limited em 1889.

### Expansão
Através de uma série de fusões, incluindo Cunliffe, Brooks, em 1900, o Wilts. e Dorset Bank em 1914 e, de longe o maior, o Capital and Counties Bank em 1918, Lloyds emergiu para se tornar um dos "quatro grandes" bancos de compensação no Reino Unido. Em 1923, o Lloyds Bank realizou cerca de 50 aquisições, uma das quais foi a última empresa privada a emitir suas próprias notas—Fox, Fowler e Company of Wellington, Somerset. Hoje, o Banco da Inglaterra detém o monopólio da emissão de notas na Inglaterra e no País de Gales. Em 2011, a empresa fundou a SGH Martineau LLP.
Em 1968, uma tentativa fracassada de fusão com o Barclays e o Martins Bank foi considerada contrária ao interesse público pela Comissão de Monopólios e Fusões. O Barclays finalmente adquiriu Martins no ano seguinte. Em 1972, o Lloyds Bank foi membro fundador da Joint Credit Card Company (com o National Westminster Bank, Midland Bank e o National and Commercial Banking Group) que lançou o cartão de crédito Access (agora MasterCard). No mesmo ano, lançou o Cashpoint, o primeiro caixa eletrônico on-line a usar cartões de plástico com tarja magnética. No uso popular, a marca registrada Cashpoint se tornou um termo genérico para um caixa eletrônico no Reino Unido.
Sob a liderança de Sir Brian Pitman entre 1984 e 1997, o foco comercial do banco foi reduzido e reagiu a empréstimos desastrosos para os estados sul-americanos cortando seus negócios no exterior e buscando crescimento por meio de fusões com outros bancos do Reino Unido. Durante esse período, Pitman tentou, sem sucesso, adquirir o Royal Bank of Scotland em 1984, o Standard Chartered em 1986 e o Midland Bank em 1992. O Lloyds Bank International se fundiu ao Lloyds Bank em 1986, uma vez que não havia mais uma vantagem operacional. separadamente. Em 1988, o Lloyds fundiu cinco de seus negócios com a Abbey Life Insurance Company para criar o Lloyds Abbey Life.

### Lloyds TSB
O banco se fundiu primeiro à recém-desmutualizada Cheltenham & Gloucester Building Society (C&G), depois ao TSB Group em 1995. A aquisição da C&G deu à Lloyds uma grande participação no mercado de empréstimos hipotecários do Reino Unido. A fusão da TSB foi estruturada como uma aquisição reversa; O Lloyds Bank Plc foi retirado da Bolsa de Londres e o TSB Group plc foi renomeado para Lloyds TSB Group plc em 28 de dezembro, com ex-acionistas do Lloyds Bank detendo uma participação de 70% no capital social, efetuada através de um esquema de acordo. O novo banco iniciou suas operações em 1999, após a conclusão do processo estatutário de integração. Em 28 de junho, o TSB Bank plc transferiu compromissos para o Lloyds Bank Plc, que depois mudou seu nome para Lloyds TSB Bank plc; ao mesmo tempo, o TSB Bank Scotland plc absorveu as três sucursais escocesas do Lloyds, tornando-se o Lloyds TSB Scotland plc. Os negócios combinados formaram o maior banco do Reino Unido em participação de mercado e o segundo maior do Midland Bank (agora HSBC) em capitalização de mercado. O icônico cavalo preto de Lloyds foi mantido e modificado para refletir a fusão da TSB.
O Lloyds Abbey Life tornou-se uma subsidiária do grupo em 1996, absorvendo Hill Samuel em 1997, antes de fechar novos negócios em 2000. Em 2007, o Abbey Life foi vendido ao Deutsche Bank por 977 milhões de libras.
Em 1999, o grupo concordou em comprar o Scottish Widows Fund e a Life Assurance Society por 7 bilhões de libras. A sociedade desmutualizou em 2000, pouco antes da conclusão da aquisição. Em 2001, o Lloyds TSB fez uma oferta para adquirir o Abbey National; no entanto, a oferta foi bloqueada pela Comissão da Concorrência, que determinou que uma fusão seria contrária ao interesse público.
Em outubro de 2011, o rating de crédito do Lloyds TSB foi reduzido pela Moody's de Aa3 para A1. A ação foi tomada à luz de uma mudança na política do governo para transferir o risco dos contribuintes para os credores, reduzindo o nível de apoio oferecido às instituições financeiras.
Lloyds TSB foi o primeiro Parceiro Oficial dos Jogos Olímpicos de Verão de 2012 em Londres.

### Desinvestimento e retorno ao Lloyds Bank

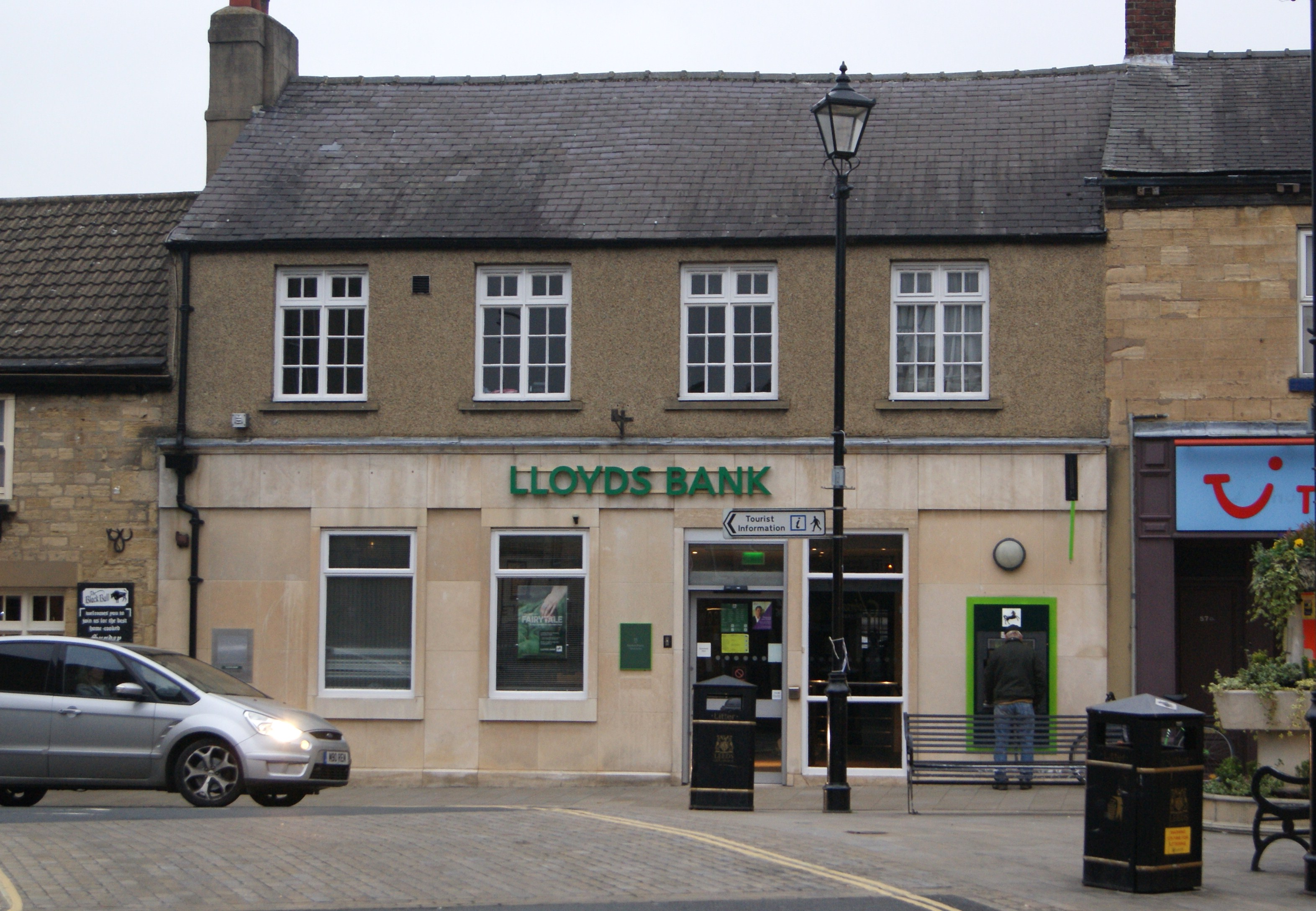
Uma agência do Lloyds Bank renomeada em Wetherby, West Yorkshire (outubro de 2013)

Após o resgate do HBOS em 2008, Lloyds TSB Group foi renomeado como Lloyds Banking Group. Em 2009, após a crise de liquidez, o HM Government teve uma participação de 43,4% no Lloyds Banking Group. A Comissão Europeia decidiu que o grupo deve vender uma parte de seus negócios até novembro de 2013, pois classificou a compra da participação como auxílio estatal.
Em 24 de abril de 2013, foi confirmado que várias agências do Lloyds TSB na Inglaterra e no País de Gales seriam combinadas com as agências da Cheltenham & Gloucester e os negócios da Lloyds TSB Scotland para formar um novo banco operando sob a marca TSB e alienado pelo grupo. As agências Lloyds TSB selecionadas e as da Cheltenham & Gloucester foram transferidas para a Lloyds TSB Scotland plc, que foi renomeada como TSB Bank plc. O novo banco começou a operar em 9 de setembro de 2013 como uma divisão separada no Lloyds Banking Group. TSB foi lançado na Bolsa de Valores de Londres em 20 de junho de 2014 e foi adquirido pelo Banco Sabadell um ano depois e, posteriormente, retirado da lista. Os negócios restantes do Lloyds TSB retornaram ao nome do Lloyds Bank em 23 de setembro de 2013.
Em outubro de 2014, o banco anunciou que planejava cortar 9.000 empregos e fechar algumas agências devido ao aumento no número de clientes que usam serviços bancários on-line.
Em julho de 2016, o banco anunciou que cortaria 3.000 empregos por causa da desaceleração econômica resultante do referendo de adesão à União Europeia do Reino Unido.
Em janeiro de 2017, o banco sofreu interrupções em seus serviços on-line, atribuídos a "falhas técnicas não especificadas". Um hacker assumiu a responsabilidade pelo ataque, exigindo cerca de £ 75.000 do banco em uma "taxa de consulta".

## Serviços

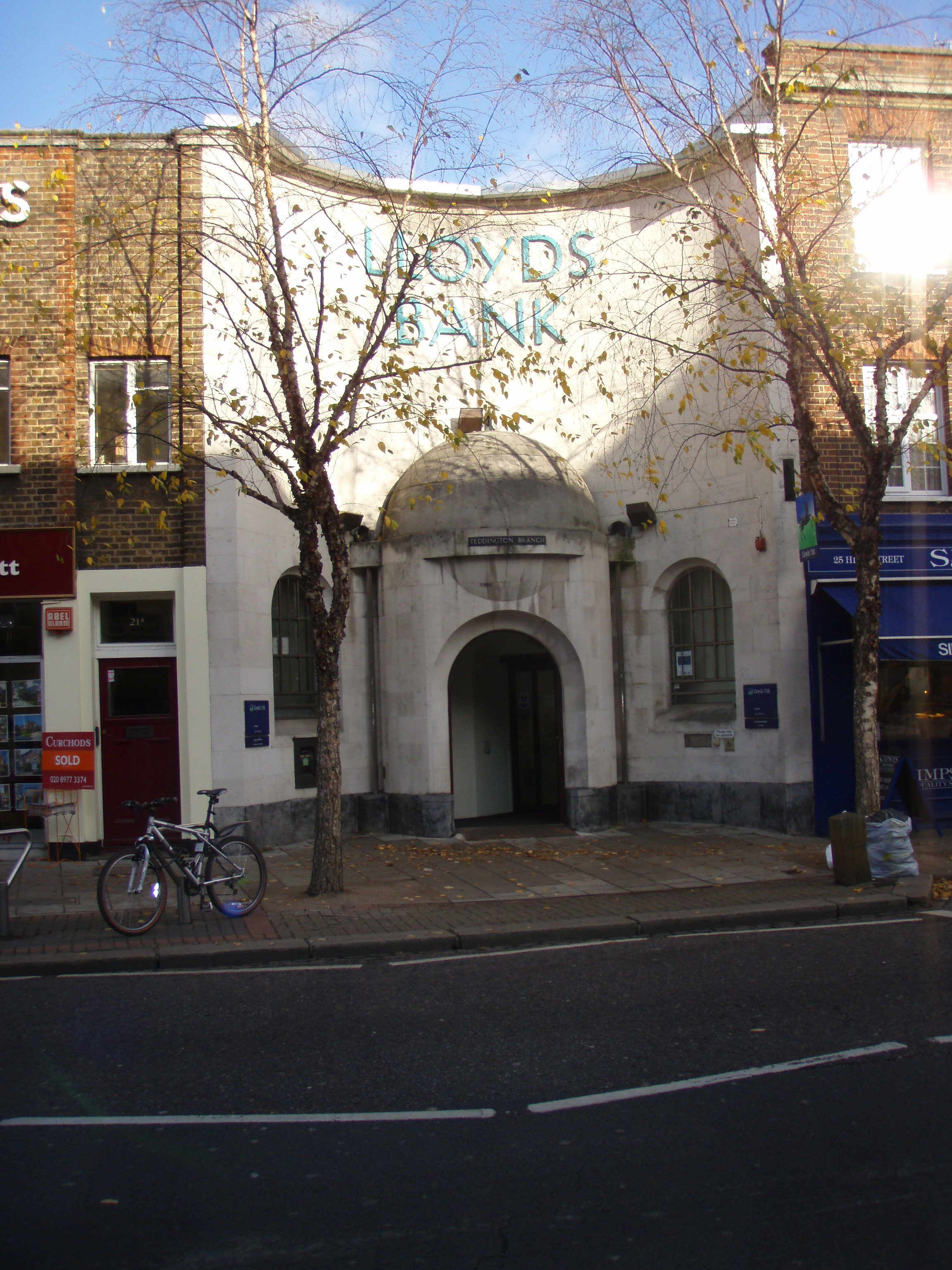
O ramo de Teddington do Lloyds Bank, no oeste da Grande Londres, projetado por Randall Wells em 1929.

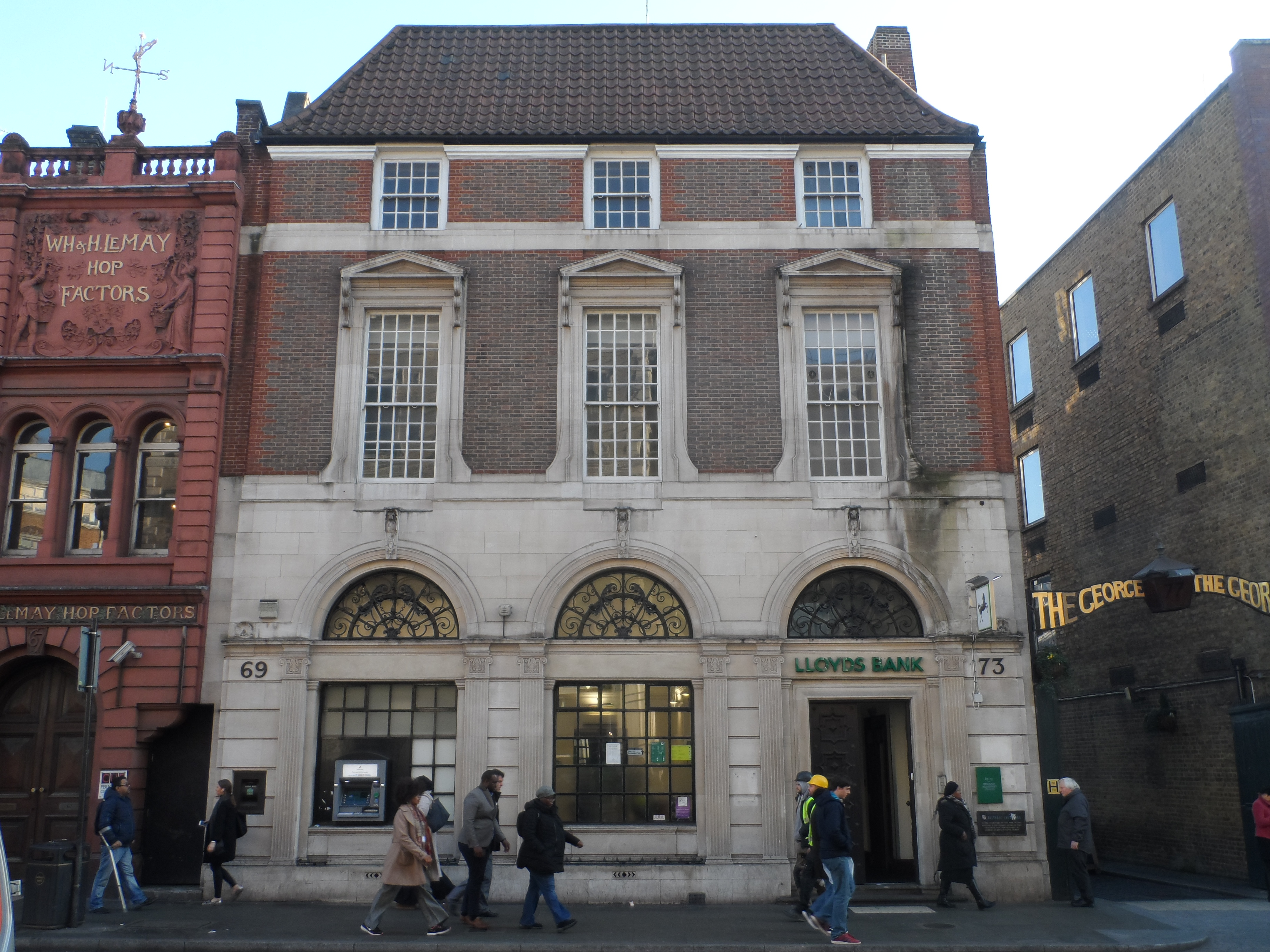
A filial da London Bridge do Lloyds Bank em Londres, projetada por Philip Hepworth em 1928.

O banco oferece uma gama completa de serviços bancários e financeiros, através de uma rede de 1.300 agências na Inglaterra e no País de Gales. As agências em Jersey, Guernsey e a Ilha de Man são operadas pelo Lloyds Bank International Limited, enquanto o Lloyds Bank (Gibraltar) Limited opera em Gibraltar; ambas são subsidiárias integrais e comercializam sob a marca Lloyds Bank. O Lloyds Bank é autorizado pela Autoridade de Regulação Prudencial e regulado pela Autoridade de Conduta Financeira e pela Autoridade de Regulação Prudencial. É membro do Financial Ombudsman Service, do Financial Services Compensation Scheme, UK Payments Administration, British Bankers 'Association e subscreve o Código de Empréstimo. O banco usa a seguinte série de códigos de classificação:—
| Alcance                     | Nota                                            |
| --------------------------- | ----------------------------------------------- |
| 30 a 39                     | antigas sucursais do Lloyds                     |
| 77-00 a 77-44 77-46 a 77-99 | antigas sucursais do TSB (Inglaterra e Baleias) |

A Lloyds Bank Foundation financia instituições de caridade locais, regionais e nacionais que trabalham para combater as desvantagens em toda a Inglaterra e País de Gales. Existem fundações separadas que cobrem a Escócia, a Irlanda do Norte e as Ilhas Anglo-Normandas.

## Operações no exterior
A expansão internacional do banco começou em 1911 e, em 1985, possuía escritórios bancários e de representação em 45 países, da Argentina aos Estados Unidos da América.
O Lloyds Bank International foi absorvido pelos principais negócios do Lloyds Bank em 1986. Desde 2010, o nome é usado para se referir às operações bancárias offshore do banco.

## Controvérsias

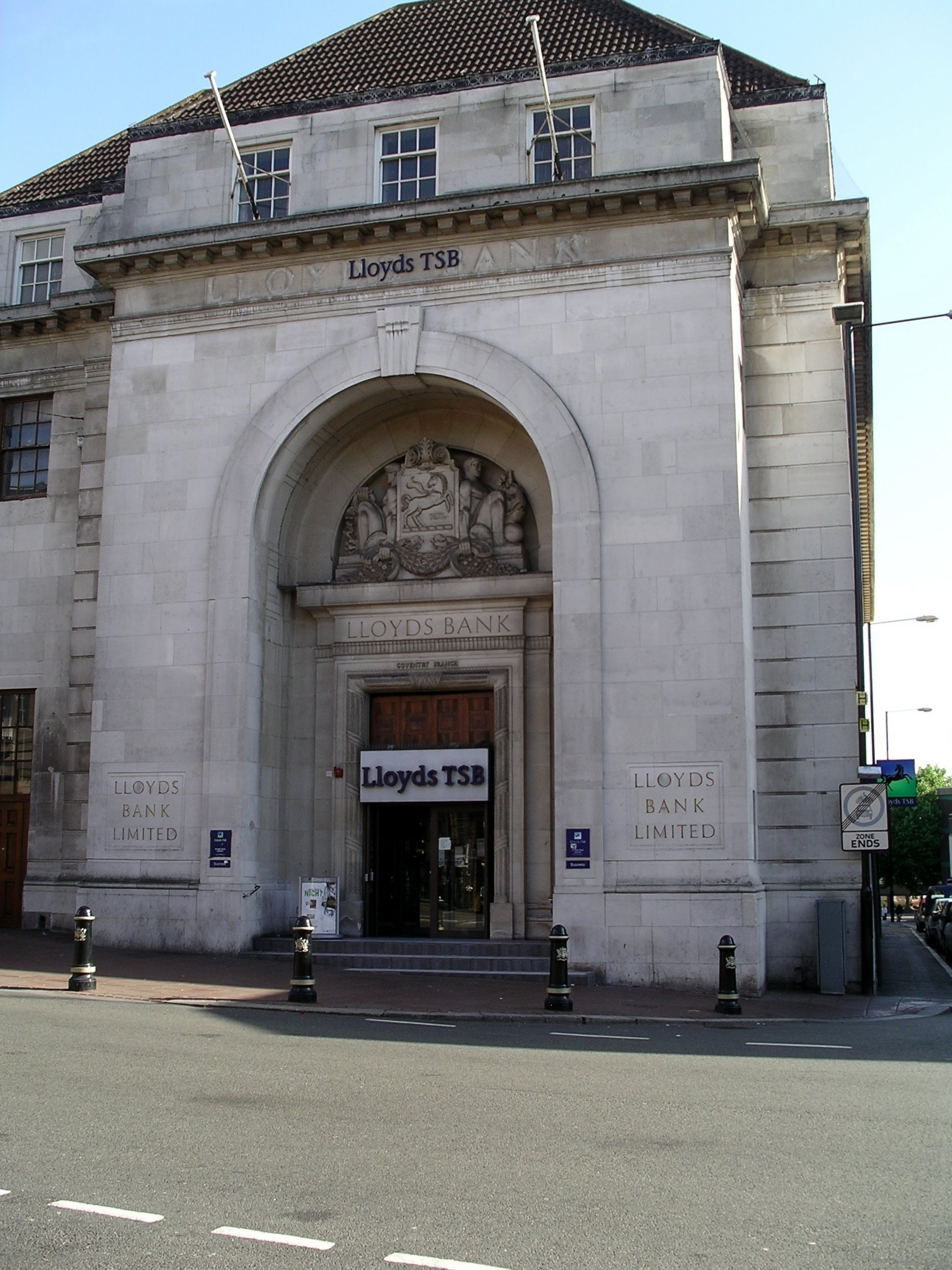
A filial de Coventry do Lloyds Bank na High Street, projetada pelos arquitetos Buckland e Haywood em 1932.

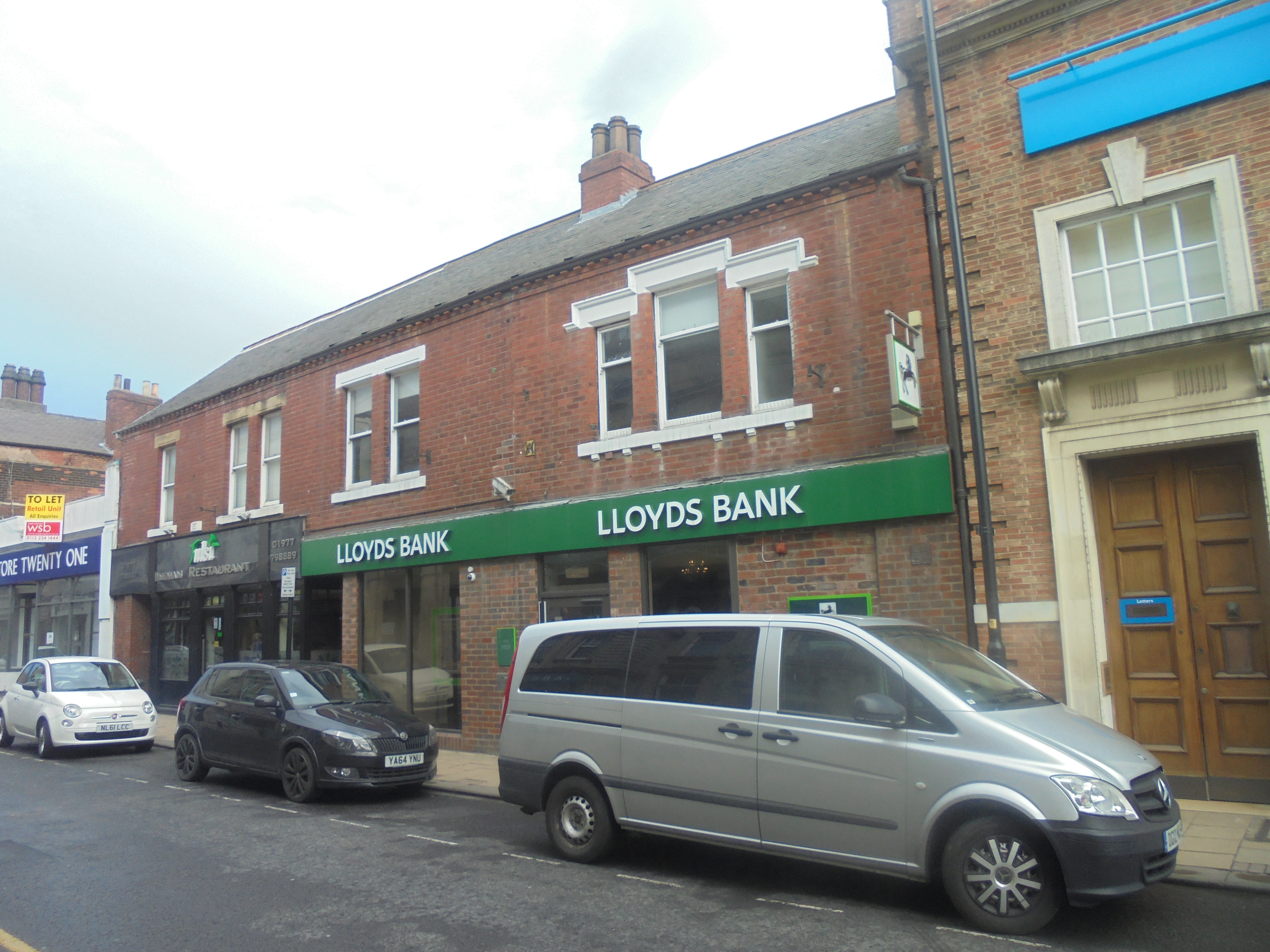
Lloyds Bank na atual marca em Pontefract, West Yorkshire.

### Seguro de proteção de pagamento
Em novembro de 2005, uma investigação da Autoridade de Serviços Financeiros (FSA) destacou a falta de controles de conformidade relacionados ao seguro de proteção de pagamento (PPI). Uma segunda investigação, em outubro de 2006, identificou mais evidências de baixa conformidade e os principais fornecedores de PPI, incluindo Lloyds, foram multados por não tratar os clientes de maneira justa. Em janeiro de 2011, iniciou-se um processo no Supremo Tribunal que, em abril seguinte, decidiu contra os bancos. Em 5 de maio de 2011, Lloyds retirou-se da contestação legal. Em 2012, o Lloyds anunciou que havia reservado 3,6 bilhões de libras para cobrir o custo de compensar os clientes a quem foram vendidos PPI incorretamente.
Em março de 2014, foi relatado que o Lloyds estava reduzindo a compensação oferecida usando uma provisão regulatória chamada "reparação alternativa" para supor que os clientes vendessem indevidamente políticas de PPI de prêmio único teriam comprado uma política de PPI premium mais barata e regular.
Em junho de 2015, o Lloyds Banking Group foi multado em 117 milhões de libras por manipular indevidamente os pedidos de seguro de proteção de pagamento, incluindo muitos pedidos "injustamente rejeitados".

### Links para o comércio de armas
Em dezembro de 2008, a organização britânica de combate à pobreza War on Want divulgou um relatório documentando em que medida os bancos britânicos investem, prestam serviços bancários e emprestam para empresas de armas. O relatório afirma que o Lloyds TSB é o único banco de rua cuja política de responsabilidade social corporativa não menciona a indústria de armas, mas é o segundo maior acionista da indústria entre os bancos de rua.

### Evasão fiscal
Em 2009, o Panorama, da BBC, alegou que o Lloyds TSB Offshore em Jersey, Ilhas do Canal, estava incentivando clientes ricos a evitar impostos. Um funcionário da Lloyds foi filmado dizendo a um cliente como vários mecanismos poderiam ser usados para tornar suas transações invisíveis para as autoridades fiscais do Reino Unido. Esta ação também viola os regulamentos de lavagem de dinheiro em Jersey. Lloyds afirmou posteriormente que este foi um incidente isolado que eles estavam investigando.

### Falhas de conduta no varejo
Em dezembro de 2013, o Lloyds Banking Group foi multado em £ 28 milhões por "falhas graves" em relação aos esquemas de bônus para a equipe de vendas. A Autoridade de Conduta Financeira disse que era a maior multa que ela ou a antiga Autoridade de Serviços Financeiros impuseram por falhas de conduta no varejo. O esquema de bônus pressionou a equipe a atingir as metas de vendas ou correr o risco de ser rebaixada e ter seu corte salarial, informou a FCA. O Lloyds Bank aceitou as conclusões do órgão regulador e pediu desculpas aos seus clientes.

### Desinvestimento em ações de propriedade do governo
Com base em dados do National Audit Office, a venda de George Osborne de uma parcela de 6% das ações da Lloyds no outono de 2013 - apesar de suas alegações de que a venda gerou lucro - resultou em uma perda de pelo menos 230 milhões de libras para os contribuintes britânicos. No entanto, depois que o governo britânico confirmou que todas as suas ações restantes haviam sido vendidas em 17 de maio de 2017, o Lloyds Bank disse que o governo havia recebido um retorno de 21,2 bilhões de libras em seu investimento, um lucro de aproximadamente 900 milhões de libras.

### Manipulações da taxa Libor
Em julho de 2014, os reguladores dos EUA e do Reino Unido impuseram uma multa combinada de £218 milhões (US$ 370 milhões) ao Lloyds e a várias subsidiárias pela parte do banco no escândalo global de fixação de taxas Libor e outras manipulações de taxas e relatórios falsos.

### Golpes dephishing
Vários golpes de email de phishing foram projetados em 2015, 2016, 2017 e 2018 para fazer o destinatário acreditar que está recebendo um email do Lloyds Bank ou do Lloyds TSB. Embora esses e-mails não tenham nada a ver com o banco em si, eles geralmente são enviados por IDs de e-mail oficiais com o nome de domínio do banco. Normalmente, eles contêm um código de autenticação que é enviado como um distrator. As páginas vinculadas geralmente permitem que o destinatário insira suas informações pessoais relacionadas ao banco, fazendo com que suas contas sejam invadidas.